# A. Le Coq

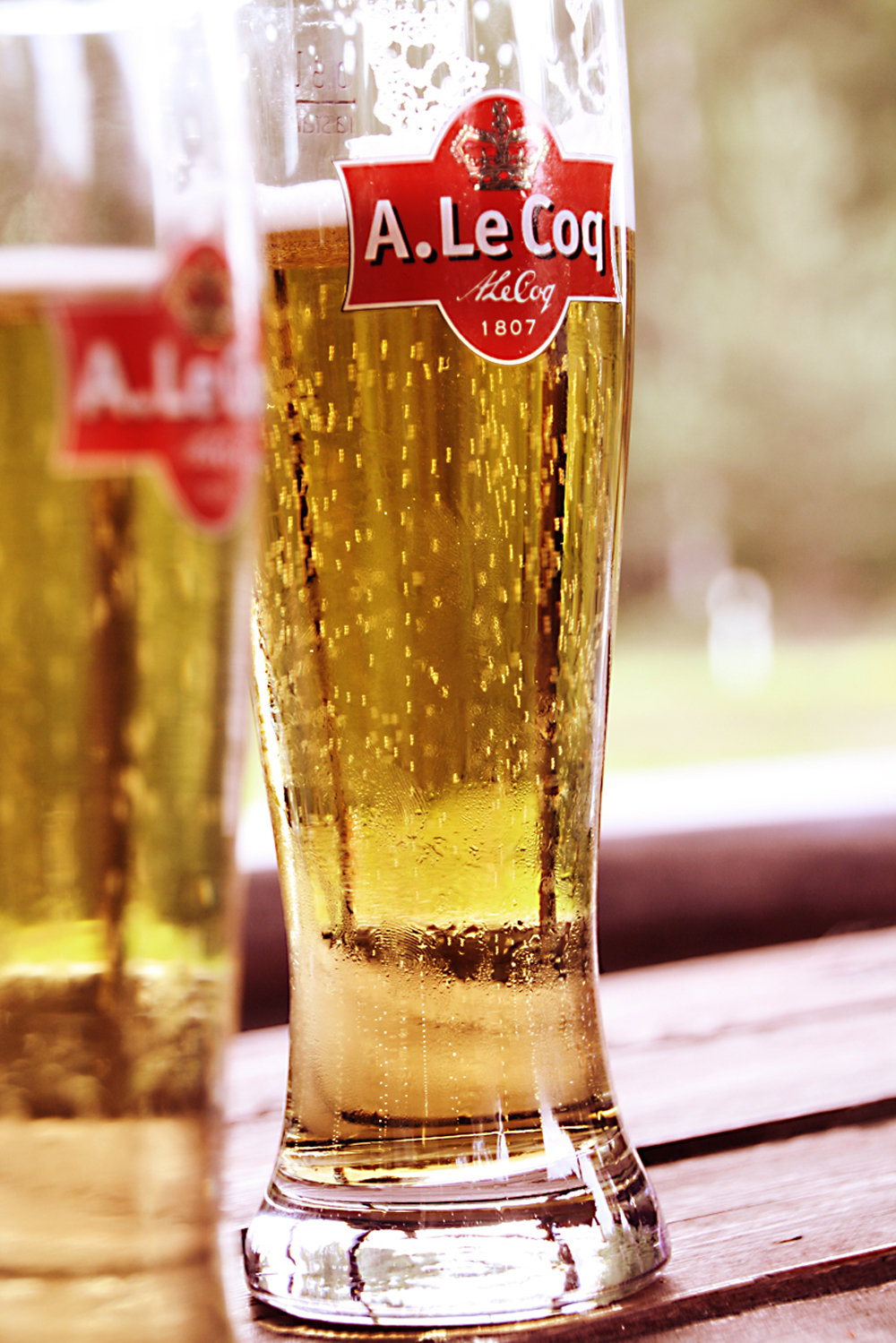
Cerveza A. Le Coq.

A. Le Coq (pronunciación estonia: [aˑ.le.ˈkokk]) es una cervecera e industria de bebidas de Estonia, con sede en Tartu. 

## Historia
El alemán del Báltico Justus Reinhold Schramm fundó en 1826 en Tartu la primera cervecería de la región de la actual Estonia. Su hijo Eduard Anton Justus Schramm inició, quince años más tarde, la construcción de la cervecería más moderna del Imperio ruso, que se inauguró en Tartu en 1875. En 1884, la empresa fue vendida al empresario Moritz Friedrich, que continuó desarrollándola. En 1898, la empresa recibió el nombre de Actien-Gesellschaft der Bier- und Meth-Brauerei und Destillatur Tivoli. En la Feria Industrial de Livonia de 1903 y 1910, la empresa ganó la "medalla de oro".
En 1913, la empresa pasó a formar parte de la sociedad anónima A. Le Coq & Co, que había fundado el alemán Albert Le Coq en Londres, en 1807. La finalidad de la adquisición fue la de obtener una mejor posición de la A. Le Coq en el mercado ruso.
Con la ocupación soviética de Estonia, la empresa fue expropiada y pasó a llamarse Tartu Õlletehas. Continuó siendo una de las empresas productoras de cerveza y agua mineral más populares de la Unión Soviética. Con la recuperación de la independencia de Estonia, volvió a ser privatizada en 1995.

## Hoy

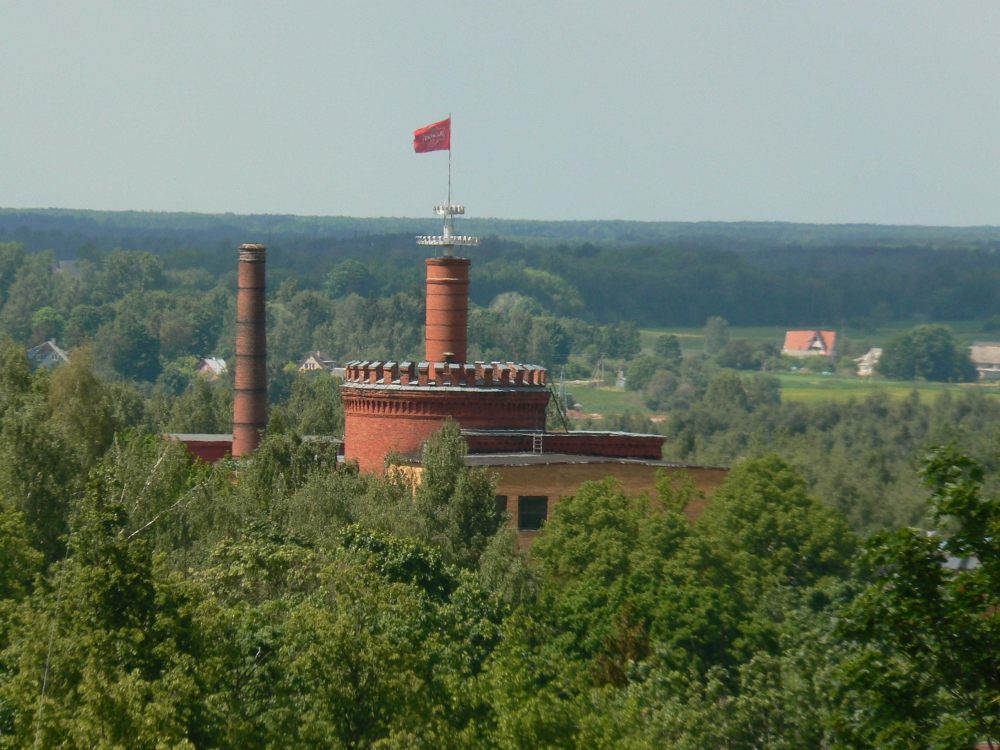
Un ejemplo de fábrica de cerveza.

A. Le Coq, localizada hoy en Tartu, produce varios tipos de cervezas, refrescos, agua mineral, sidra y otras bebidas. A. Le Coq junto con la Saku son las marcas de cervezas más conocidas de Estonia.
Actualmente A. Le Coq pertenece al conglomerado finlandés de cervezas Olvi. Al AS A. Le Coq Group pertenecen también las empresas de bebidas y alimentos OÜ Saare Õlu y AS Õsel Foods AS en Estonia, Cēsu Alus en Letonia y Ragutis AB en Lituania.

## Tipos de cervezas
Cuba, A.Le Coq Pilsner, A.Le Coq Premium, Tõmmu Hiid, Heineken Lager Beer, A.Le Coq Premium Extra, Alexander A.Le Coq English Ale, A.Le Coq Special Stout, A.Le Coq Porter, Double Bock, Saaremaa X, Buckler, Pilsner Eripruul, Disel, Turbo Disel y Põhiseaduse Pilsner.

## Patrocinio
El estadio de fútbol internacional de Tallin recibe el nombre de A. Le Coq Arena debido al patrocinio de la cervecera. También llevan ese nombre un complejo de piscinas y un gimnasio en Tartu.
Su lema es "Así on maitses", que significa "se debe al sabor". Además se ha empleado una canción con su nombre (interpretada por la banda de rock Smilers) en anuncios de televisión.